# Леньель-Лавастин, Александра
Александра Леньель-Лавастин (фр. Alexandra Laignel-Lavastine; 1966, Париж) — французская журналистка, философ, публицист, эссеист, переводчик.

## Биография
С конца 1980-х годов заинтересовалась восточноевропейским диссидентством. Публиковалась в правозащитном журнале «Новая альтернатива», который издавал в Париже чешский диссидент Карел Бартошек, публиковала репортажи из Чехословакии и Румынии. После 1989 жила и работала в Праге и Бухаресте. Окончила Сорбонну, доктор философии. Её диссертация (1995, на рум. яз. 1998) была посвящена румынскому национализму и его представителю, философу Константину Нойке (1909—1987). Со второй половины 1990-х — в Институте международных и стратегических исследований (фр. IRIS), главный редактор издаваемого Институтом обозрения международных и стратегических исследований, сотрудничает с Высшей школой социальных наук. Приглашённый профессор ряда зарубежных университетов, включая Нью-Йоркский университет. Регулярно печатается в литературном приложении к газете «Le Monde», выступает по «Радио Франс-Интернасьональ». С 2010 входит в Совет по социальному анализу при премьер-министре Франции.
Переводила с румынского, в том числе — биографию Чорана (1995).

## Интересы
Центр интересов Леньель-Лавастин — фашизм, коммунизм и посткоммунизм в странах Восточной Европы. Она — автор книг о выдающихся восточноевропейских интеллектуалах, получивших значительную популярность и привлёкших внимание критики. В Румынии её книга Забытый фашизм вызвала полемику со стороны историка и писательницы Марты Петреу.

## Книги
- Raison et conviction: l’engagement. Paris: Textuel, 1998 (в соавторстве с Мишелем Вевёрка, Сержем Московичи и др.)
- Jan Patocka. L’esprit de la dissidence. Paris: Éditions Michalon, 1998
- Cioran, Eliade, Ionesco. L’oubli du fascisme: trois intellectuels roumains dans la tourmente du siècle. Paris: PUF, 2002
- Esprits d’Europe. Autour de Czeslaw Milosz, Jan Patocka, István Bibó. Paris: Calmann-Lévy, 2005
- Luc Ferry, l’anticonformiste. Une biographie intellectuelle, entretiens avec Alexandra Laignel-Lavastine. Paris: Denoël, 2011

## Признание
Книги Леньель-Лавастин переведены на румынский, китайский, польский, русский языки. За монографию «Духи Европы. Вокруг Чеслава Милоша, Яна Паточки, Иштвана Бибо» (2005) она получила Европейскую премию Шарля Вейонна.

## Публикации на русском языке
- Забытый фашизм. Ионеско, Элиаде, Чоран. М.: Прогресс-Традиция, 2007 (переизд.: М.: Университетская книга, 2012)